# Glória (Rio de Janeiro)
Glória is een wijk in het zuiden (Zona Sul) van de Braziliaanse stad Rio de Janeiro.

## Geschiedenis

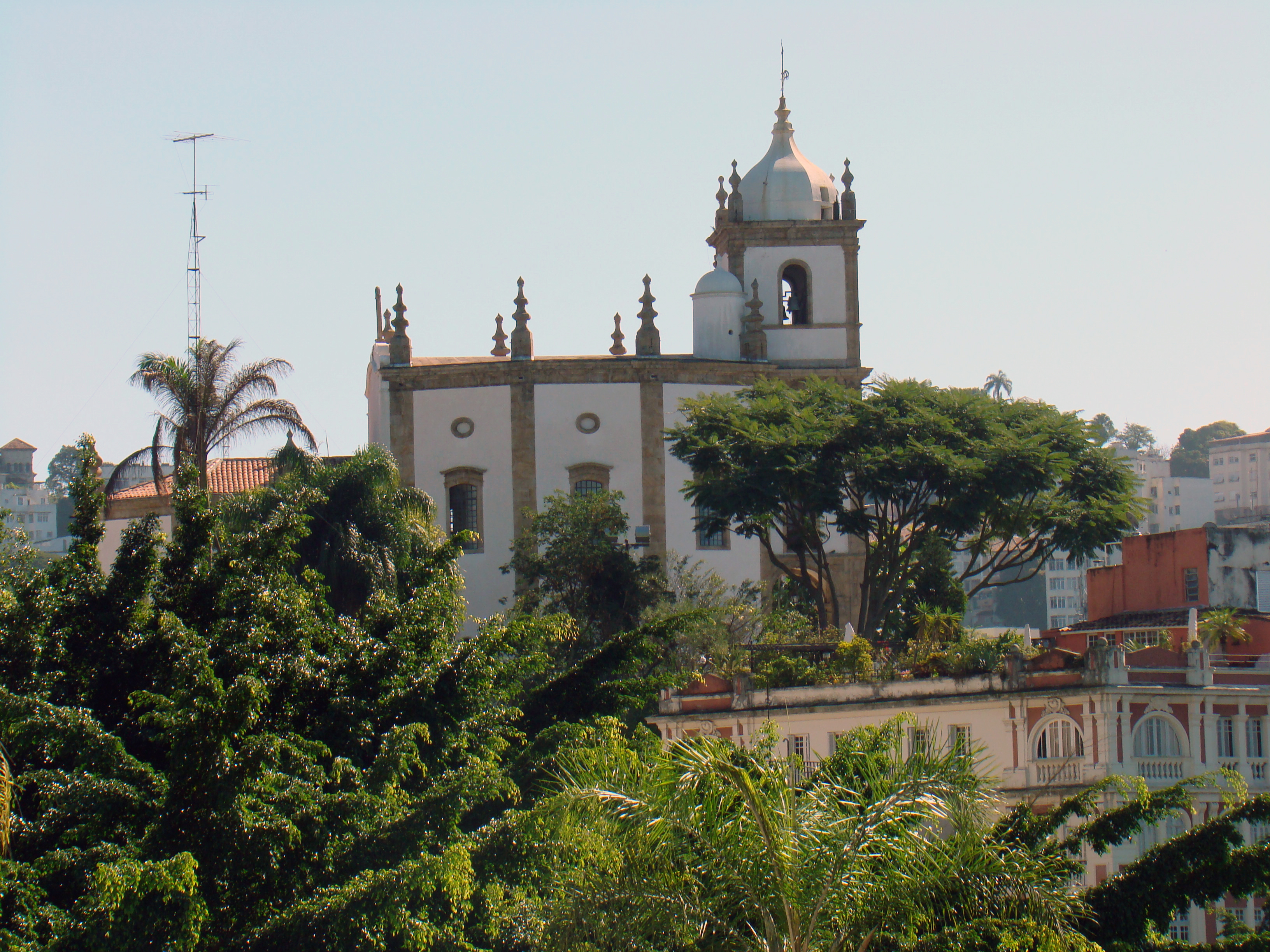
De katholieke kerk Nossa Senhora da Glória do Outeiro

De buurt is genoemd naar de kerk Igreja de Nossa Senhora da Glória do Outeiro, gebouwd in de 18de eeuw.

## Geografie
Glória grenst aan de wijk Centro, Santa Teresa, Catete, Lapa en Flamengo.

## Cultuur

### Bezienswaardigheden
- Igreja de Nossa Senhora da Glória do Outeiro, kerk
- Marina da Glória, haven
- Parque do Flamengo
- De stranden Praia da Glória en Praia do Flamengo

#### Monumenten
- Memorial Getúlio Vargas, monument voor president Vargas
- Monumento a Marechal Deodoro da Fonseca, ruiterbeeld van maarschalk en eerste president Deodoro da Fonseca
- Monumento Nacional aos Mortos da Segunda Guerra Mundial, monument voor de slachtoffers van de tweede wereldoorlog

#### Musea
- Museu de Arte Moderna do Rio de Janeiro (MAM), kunstmuseum
- Museu de Folclore Edison Carneiro
- Museu da República in het paleis Palácio do Catete

#### Pleinen
- Praça Paris
- Praça Deodoro

## Verkeer en vervoer

### Metro
| Station                | Lijn |
| ---------------------- | ---- |
| Station Estação Glória |      |

## Galerij

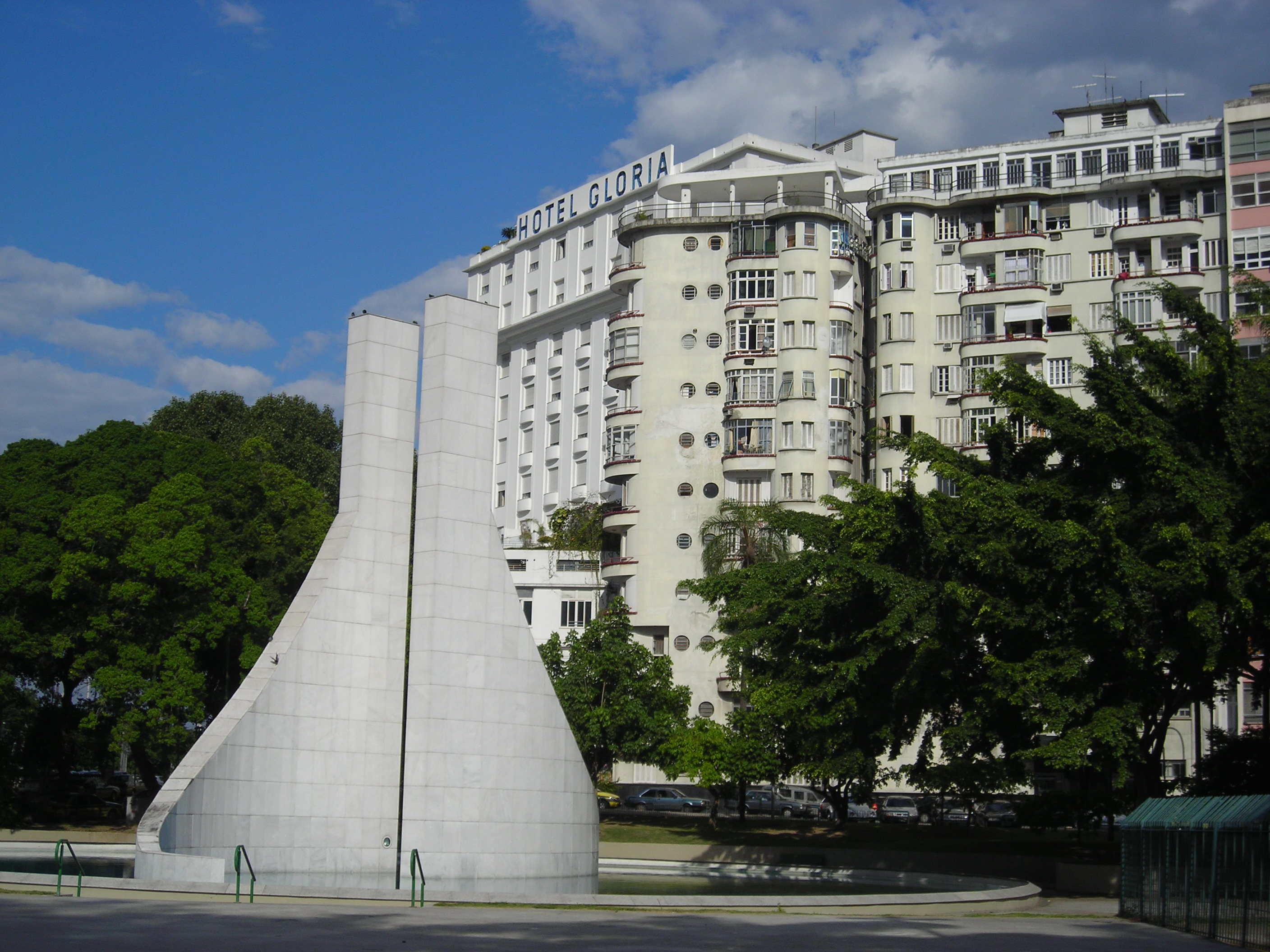
Hotel Glória en het monument Memorial Getúlio Vargas
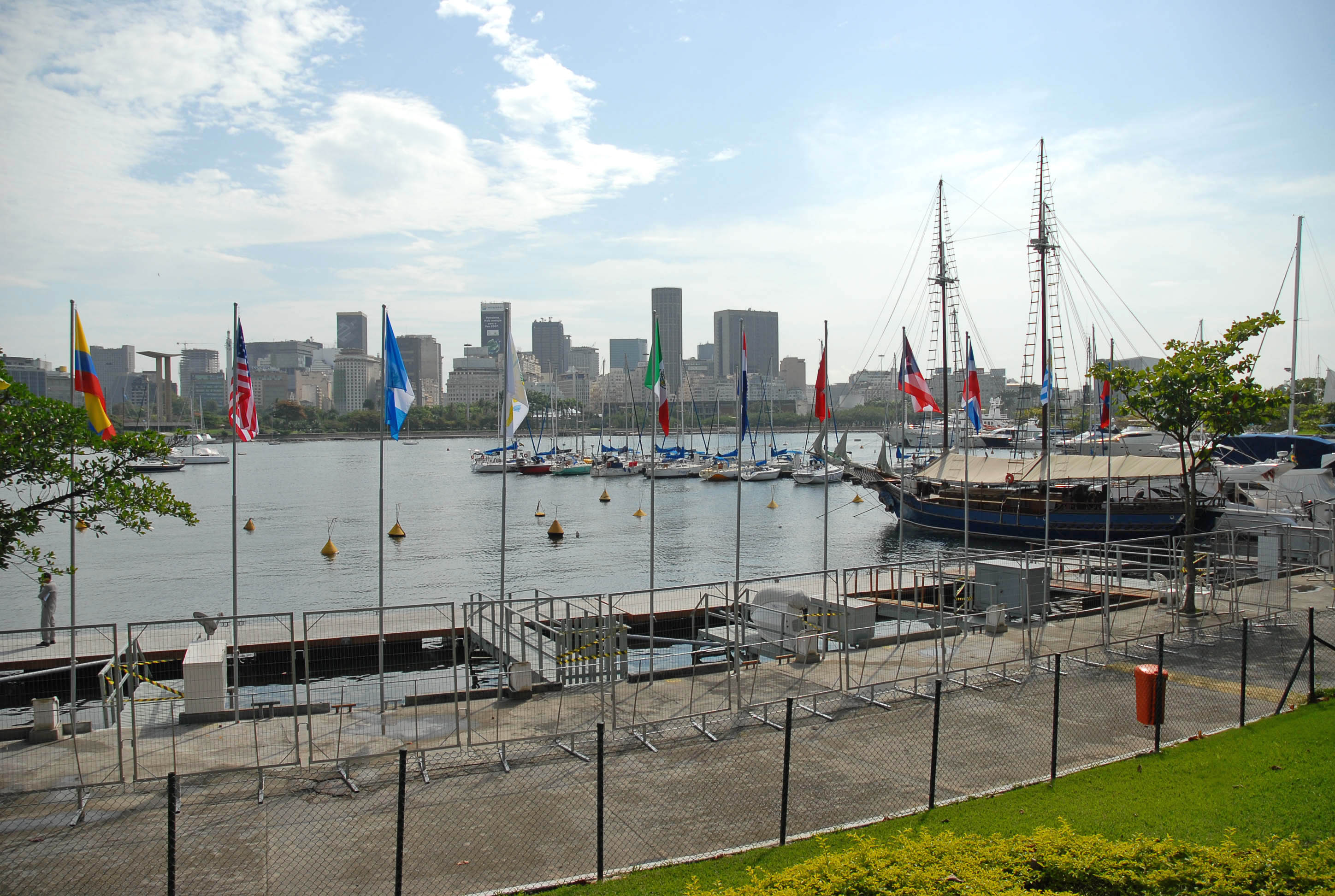
De haven Marina da Glória
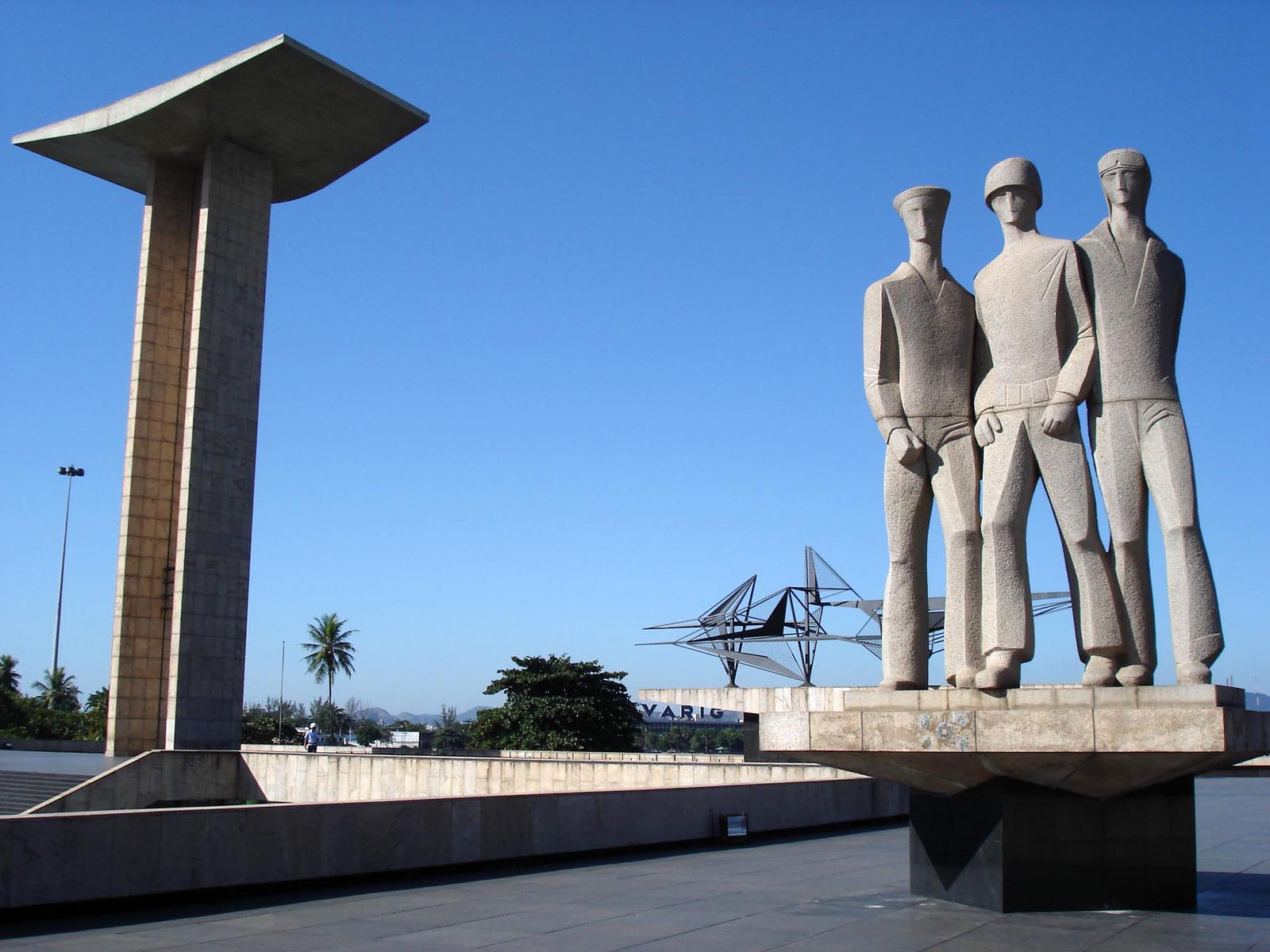
Monumento Nacional aos Mortos da Segunda Guerra Mundial
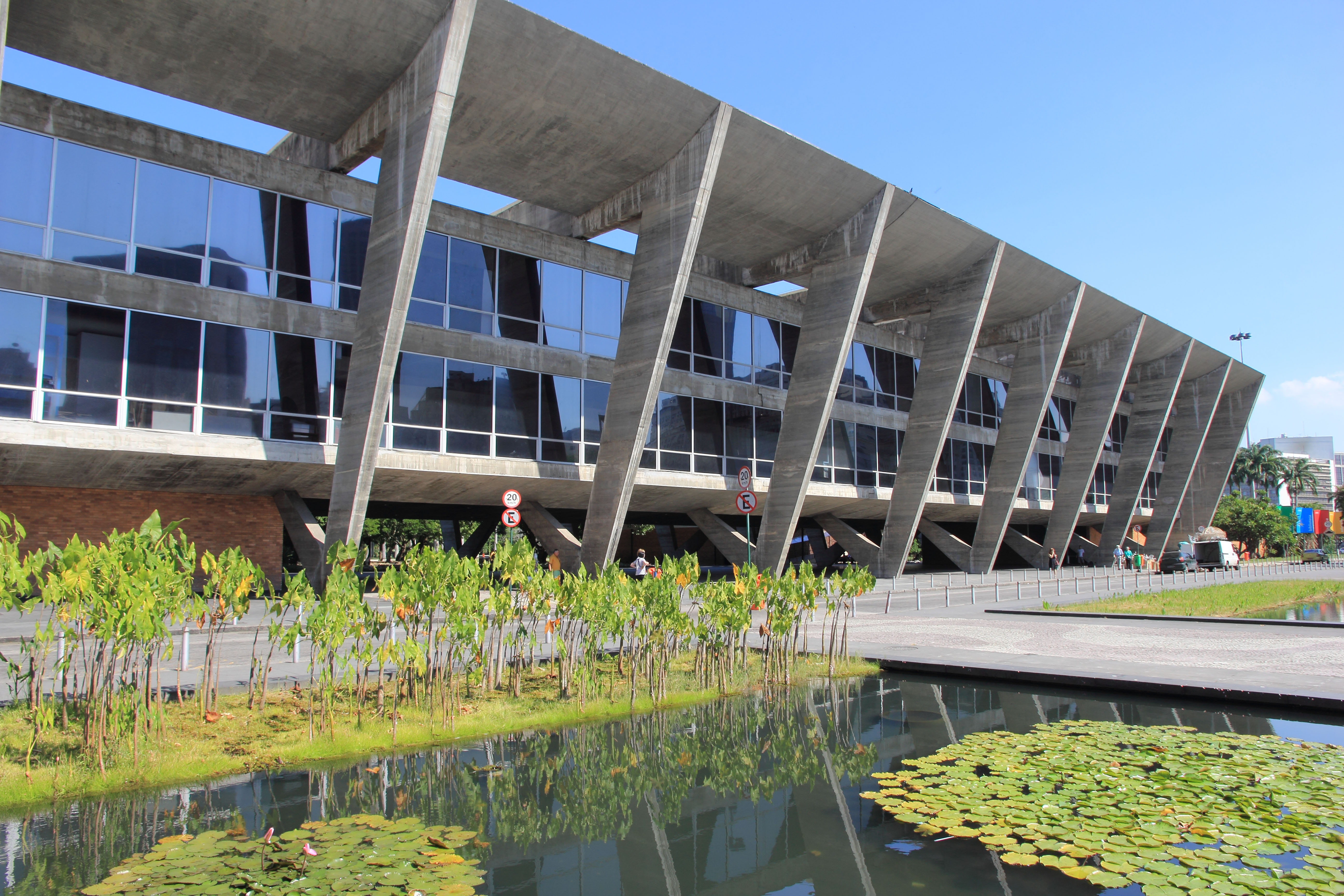
Museu de Arte Moderna do Rio de Janeiro